# Criciúma (tiểu vùng)
Criciúma là một tiểu vùng thuộc bang Santa Catarina, Brasil. Tiều vùng này có diện tích 2089 km², dân số năm 2007 là 324466 người.